# Anomalon variistriatum
Anomalon variistriatum är en stekelart som först beskrevs av Morley 1912.  Anomalon variistriatum ingår i släktet Anomalon och familjen brokparasitsteklar. Inga underarter finns listade i Catalogue of Life.